# 周健宏
周健宏（1990年6月19日—），生於香港，港韓混血兒，香港籃球運動員，司職中鋒，現時效力香港甲一球隊建龍飛馬。

## 球員生涯
周健宏生於香港，在中學時代便已嶄露頭角，初中就讀香港培英中學，中四那年獲朱耀明教練賞識轉校至英華書院，於2008/09年度全港學界精英籃球賽決賽，個人攻入14分，協助英華以60－45擊敗拔萃男書院，成為歷來第一支三連霸球隊，他本人更成為賽事最佳球員。英華書院並且於2008-09年度獲得「精英隊際最佳表現學校大獎」殊榮。2009年球季，周健宏表現出色，協助安青獲得甲一組聯賽季軍，為球隊歷來最佳成績。

### 南華
憑藉在安青的出色表現，周健宏獲得南華垂青，挖角加盟這支香港甲一組聯賽勁旅，首次上陣便攻入9分，協助球隊新球季旗開得勝。

### 蔚山現代太陽神
2016年10月18日，南華球員周健宏連續第二年參加KBL選秀會，在最後一輪兼最後一個球員被球隊蔚山現代太陽神選上，成為首位踏上KBL舞台的香港球員。惟他在首季KBL比賽未獲派上陣，主要出戰發展聯盟賽。2017年11月1日，由於蔚山現代太陽神已有2名後衛離隊，鑑於外線球員不足，該隊遂將周健宏及陣中另1名內線球員送到同一KBL聯賽球隊全州KCC宙斯盾，以交易對方球隊後衛朴京相。

### 原州DB新世代
2018年5月23日，周健宏再次轉會，今次的落腳球隊是三奪韓職冠軍原州DB新世代，並簽約一年。 10月18日，周健宏準備初嘗於韓職正式上陣的滋味。可惜日前在練習時一次跳躍動作後受傷，「膝頭最前的筋斷了，像林書豪一樣，Season out!」2019年8月6日，醫生告訴他只要做好復康療程，兩個月後便可以踏足球場，如今其計劃是在香港甲一賽場再起步、為滿貫征戰，待時機合適便爭取回韓國，終極目標是在韓職比賽亮相。

## 國際賽生涯
周健宏被譽為香港籃壇明日之星，未滿20歲已入選香港男子籃球代表隊，並且成為香港籃球總會重點培育對象。2010年為廣州亞運香港籃球隊代表，2009年為香港東亞運籃球隊代表。2011年1月22日在灣仔修頓室內場舉行的港澳埠際籃球賽，周健宏攻入全場最高的12分，協助香港隊以90－59大勝澳門。

## 咖啡店
2019年8月3日，周健宏在自己成長的社區－西環創業，他的咖啡店「JMT」開張大吉，店名「JMT」是韓國潮語（「존맛탱」的英文縮寫），意思是非常極之好吃。他不諱言為做生意絞盡腦汁，抱着將韓式咖啡打入香港的心願。

## 外部連結
- 周健宏在Eurobasket.com（球員）（英语）